# 뉴발란스

뉴발란스 574 신발

뉴발란스 애슬레틱스 슈즈 주식회사(영어: New Balance Athletic Shoe, Inc.)은 미국의 스포츠 의류 다국적 기업이다.

## 역사
뉴발란스는 1900년대 초 영국인 발명가 윌리엄 라일리(William J. Riley)의 손에서 탄생했다. 미국 보스턴으로 이민을 온 그는 집 마당에서 기르던 닭들을 보다 "저런 다리로 어떻게 몸을 지탱하는 걸까?"라는 의문이 들었고 닭발 모양을 연구하기 시작했다. 세 갈래의 아치형 발톱이 완벽한 균형(발란스)을 이루고 있는 점을 관찰해 사람의 발 구조에 적용했다. 발에서 중요한 세 지점을 지지대 삼아 균형을 이룰 수 있도록 해 정형학적으로 치료 효과가 있는 신발을 만들었다. '불균형한 발에 새로운 균형을 창조한다'는 의미에서 제화사 이름을 '뉴발란스'라 지었다. 1906년 '뉴발란스 아치'란 이름으로 처음 등장한 뉴발란스는 스포츠 브랜드 중 가장 오래된 기업이기도 하다. 스포츠 브랜드 중 100년 이상의 역사를 가진 건 다슬러(아디다스의 전신·1920), 휠라(1911), 그리고 뉴발란스가 유일하다. 그중에서도 뉴발란스는 가장 먼저 '100년 기업' 타이틀을 거머쥐었다.

## 판매
대한민국에서는 1992년 미투리스포츠와 기술제휴로 런칭했으며  2008년부터 이랜드그룹 지주사인 이랜드월드가 브랜드 전개권을 소유하여 뉴발란스 제품을 판매하고 있다.

## 스폰서

### 농구

#### 선수
- 카와이 레너드

### 야구

#### 클럽
- kt 위즈

#### 선수
- 로빈슨 카노
- 미겔 카브레라
- 호세 알투베
- 더스틴 페드로이아
- 커티스 그랜더슨

### 축구

#### 클럽
AFC
- 서울 이랜드 FC
- 사간 도스
- 알사드 SC

UEFA
- 릴 OSC (2020 ~ 현재)
- 세비야 FC
- FC 포르투
- AS 로마 (2021 ~ 2023)
- 카디프 시티 FC
- 셀틱 FC

#### 국가대표팀
UEFA
- 아일랜드

CONMEBOL / CONCACAF
| - 코스타리카 - 파나마 |